# Sixto Rodriguez
Sixto Diaz Rodríguez (Detroit, Michigan, 10 de julio de 1942 - Detroit, 8 de agosto de 2023) más conocido como Rodríguez o Sixth Prince, fue un músico y compositor estadounidense de origen mexicano. En muchas de sus canciones expuso los problemas a los que se enfrentan los sectores sociales más pobres y marginados de las grandes urbes.

## Carrera
Sus padres, inmigrantes mexicanos en Estados Unidos en la década de 1920, lo llamaron Sixto por tratarse del sexto hijo de la familia. En 1967 (con el nombre artístico de Rod Riguez) lanzó el sencillo I'll Slip Away a través del pequeño sello Impact. No produjo nada más en los siguientes tres años hasta que firmó con Sussex Records, una filial del sello Buddah Records. A partir de su firma con Sussex cambió su nombre profesional a Rodríguez. Rodríguez grabó dos álbumes en Sussex: Cold Fact en 1970, y Coming from Reality en 1971. Sin embargo, luego de recibir críticas poco entusiastas y debido a las bajas ventas, fue despedido del sello, que cerró en 1975.[cita requerida]
Renunció a su carrera como músico luego de fracasar en su intento de hacerse un nombre en la escena musical estadounidense. Sin embargo, a pesar de ser relativamente desconocido en su país natal, a mediados de los años 70 sus álbumes comenzaron a ser muy difundidos en países como Sudáfrica, Rodesia (actual Zimbabue), Nueva Zelanda y Australia.
Después de que se agotaran las copias de sus álbumes del sello Sussex, el sello australiano Blue Goose Music compró los derechos para Australia de su catálogo, a mediados de los años 70. El sello reeditó sus dos álbumes de estudio más un álbum compilación, At His Best, que incluía grabaciones inéditas de 1976, tales como Can't Get Away, I'll Slip Away (una regrabación de su primer sencillo) y Street Boy. Sin el conocimiento de Rodríguez, se convirtió en disco de platino en Sudáfrica, donde alcanzó estatus de músico de culto.
Gracias a ese inesperado éxito, en 1979 realizó una gira por Australia acompañado de The Mark Gillespie Band como banda de soporte. Dos conciertos de la gira se editaron en un álbum exclusivo para Australia, Alive (Vivo). El título de dicho álbum jugaba con el rumor de que Rodríguez había fallecido varios años atrás. Después de la gira de 1979 regresó a Australia en 1981 para una gira final con Midnight Oil, tras la cual se retiró de la vida pública.[cita requerida]

## Éxito posterior
En 1991 sus álbumes fueron editados en Sudáfrica, por primera vez en CD. La fama que Rodríguez había alcanzado en ese país le era completamente desconocida, hasta que en 1998 su hija mayor Eva encontró un sitio web dedicado a su obra. En 1998 hizo su primera gira sudafricana. Un documental acerca de la gira Dead Men Don't Tour: Rodríguez in South Africa 1998 fue televisado en SABC TV en 2001. Más adelante se presentó en Suecia antes de retornar a Sudáfrica en 2001 y 2005.
En 2002 su canción más célebre, Sugar Man, apareció en Come Get It I Got It, álbum de mix del DJ David Holmes, lo cual le concedió nuevamente a Rodríguez amplia difusión en la emisora de radio australiana Triple J. Sugar Man había sido previamente remezclada en la canción You're Da Man, en el álbum Stillmatic del rapero Nas en el 2001. En abril de 2007 regresó a Australia para la gira Rodríguez Australian Tour 2007, tocando en el East Coast International Blues & Roots Music Festival, también conocido como Byron Bay Bluesfest y al que regresó en el 2010, y en conciertos en Melbourne y Sídney. Su canción Sugar Man apareció en la película Candy, protagonizada por Heath Ledger y Geoffrey Rush. El músico y compositor inglés Ruarri Joseph interpretó una versión de otra canción de Rodríguez, Rich Folks Hoax, en su tercer álbum de estudio. También se realizó una película acerca de su vida, Looking for Jesus. Rodríguez realizó giras en varios países después de que sus álbumes Cold Fact y Coming from Reality fueron reeditados en el 2009 por Light in the Attic Records. En 2012 se estrenó un documental sobre el cantante, titulado Searching for Sugar Man, ganador del Premio Óscar.

## Vida personal
Rodríguez se casó y tuvo tres hijas. Eva, Regan y Sandra Rodríguez.

## Muerte
Sixto Rodríguez falleció el 8 de agosto de 2023 a la edad de 81 años. La causa de su muerte no ha sido anunciada públicamente.

## Discografía

### Sencillos
Estados Unidos
- I'll Slip Away a/b You'd Like to Admit It (1967 como Rod Riguez)
- Inner City Blues a/b Forget It (1970)
- To Whom It May Concern a/b I Think of You (1970)

Australia
- Sugar Man a/b Inner City Blues (1977)
- Climb Up on My Music a/b To Whom It May Concern (1978)
- Sugar Man a/b Tom Cat (por Muddy Waters) (2002)

### Álbumes de estudio
- Cold Fact (1970)
- Coming from Reality (1971)

### Álbumes en vivo
- Rodríguez Alive (Australia – 1981)
- Live Fact (Sudáfrica – 1998)

### Álbumes recopilatorios
- After the Fact (reedición de Coming From Reality; Sudáfrica – 1976)
- At His Best (Australia – 1977)
- The Best of Rodríguez (Sudáfrica – 1982)
- Sugarman: The Best of Rodríguez (Sudáfrica – 2005)
- Searching for Sugar Man (soundtrack - 2012)

## Filmografía
- Dead Men Don't Tour: Rodríguez in South Africa (1998) Director: Tonia Selley
- Searching for Sugar Man (2012) Director: Malik Bendjelloul